# Zbigniew Siemaszko
Zbigniew Sebastian Siemaszko (ur. 28 października 1923 w Lachowszczyźnie, zm. 2 lutego 2021 w Londynie) – polski historyk, pisarz i publicysta emigracyjny.

## Życiorys
Zbigniew Sebastian Siemaszko urodził się 28 października 1923 w Lachowszczyźnie. Uczęszczał do Gimnazjum Jezuitów w Wilnie. W 1940 deportowany do Kazachstanu. Po zawarciu układu Sikorski-Majski 30 lipca 1941 wstąpił do Armii Andersa. Został przydzielony do 10 Dywizji Piechoty organizującej się w Ługowoj. Następnie był skierowany do łączności. Wraz z wojskiem został ewakuowany do Persji. Stacjonował kolejno w Iraku, Palestynie i Południowej Afryce, po czym drogą wokół Afryki dotarł do Wielkiej Brytanii w kwietniu 1943 roku. Tam został przeniesiony do ośrodka szkoleniowego „cichociemnych” łącznościowców w Szkocji, gdzie został podchorążym. Ostatecznie nie został wysłany do Polski i od lipca 1944 roku do zakończenia wojny pełnił funkcję radiotelegrafisty w Batalionie Łączności Sztabu Naczelnego Wodza, Kompanii Radiotelegraficznej pod Londynem. Po wojnie wstąpił do Polskiego Korpusu Przysposobienia i Rozmieszczenia. W marcu 1947 roku zdał maturę w polskim gimnazjum im. Juliusza Słowackiego w Glasgow. Został zdemobilizowany w styczniu 1948 roku. Studiował elektronikę w Polish University College i na Uniwersytecie Londyńskim. Pracował w kilku przedsiębiorstwach zajmujących się elektroniką m.in. w British Communication Corporation. Przez 34 lata pracował w przemyśle brytyjskim. Specjalizował się w dziedzinie niezawodności działania sprzętu elektronicznego w zastosowaniu wojskowym (opublikował kilka artykułów z tej dziedziny). W kręgach polskiego Londynu dał się poznać jako aktywny publicysta, polemista, uczestnik głośnych dyskusji. Związany zrazu ze środowiskiem „Kontynentów”, potem z londyńskim „Przeglądem Powszechnym”, był bliskim współpracownikiem redaktora jezuickiego miesięcznika, ks. Jerzego Mirewicza. W emigracyjnej prasie zamieszczał sprawozdania ze spotkań, wieczorów dyskusyjnych i autorskich, jakie odbywały się w polskich ośrodkach w Londynie, zwłaszcza w Polskim Ośrodku Społeczno-Kulturalnym. W roku 1959 podjął współpracę z Instytutem Literackim. Stał się jednym z najbardziej aktywnych autorów wydawanych przez Jerzego Giedroycia „Zeszytów Historycznych”, publikował też w „Kulturze”.
Jego zainteresowania badawcze koncentrują się wokół takich tematów jak: historia wojskowości, II wojna światowa, łączność między emigracją wojenną a krajem, Armia Krajowa, Narodowe Siły Zbrojne. Mieszkał w Londynie. Jest laureatem nagrody przyznawanej przez Związek Pisarzy Polskich na Obczyźnie.
Liczący ponad 750 kart (3 tomy) zbiór korespondencji Zbigniewa Siemaszki z Jerzym Giedroyciem (oryginalne listy Siemaszki i kopie odpowiedzi Giedroycia), a także wiele innych niepublikowanych materiałów źródłowych związanych z działalnością Z. Siemaszki, znajduje się w Archiwum Instytutu Literackiego.
Zmarł 2 lutego 2021 roku w Londynie.

## Wybrane publikacje

### Książki
- Janina Hobler, Polonistka w mundurze: ze Lwowa, przez Sowiety, Iran, Irak, Palestynę do Wlk. Brytanii: wspomnienia, wiersze, dokumenty, listy, zdjęcia, oprac. Z. S. Siemaszko, Londyn: Oficyna Poetów i Malarzy 1982.
- Narodowe Siły Zbrojne, Londyn: Odnowa 1982 (wiele wydań).
- Wojsko od podszewki (sylwetki i sytuacje), Londyn: Oficyna Poetów i Malarzy 1984.
- Powstanie warszawskie – kontakty z ZSRR [Związkiem Socjalistycznych Republik Radzieckich] i PKWN [Polskim Komitetem Wyzwolenia Narodowego], Warszawa: „Recto” 1987.
- W sowieckim osaczeniu 1939-1943, Londyn: Polska Fundacja Kulturalna 1991.
- Świadkowie przeżyć sowieckich 1939-1946, oprac., przypisy, tł. Zbigniew S. Siemaszko, Londyn: Polska Fundacja Kulturalna 1999.
- Zaplecze i młodość: (XV wiek – 17 września 1939 r.), Londyn: Polska Fundacja Kulturalna 2000.
- Pod sowiecką władzą (1939–1942), Londyn 2001.
- Ci, którzy odeszli (1953-2002), Londyn: Polska Fundacja Kulturalna 2002.
- Radiotelegrafia i radiowywiad (1939-1946), Londyn: Polska Fundacja Kulturalna 2003.
- Działalność generała Tatara (1943-1949), wyd. 2 popr. i uzup., Lublin: „Norbertinum” 2004.
- Lata zanikającej nadziei (1942-1945), Lublin: Norbertinum Wydawnictwo – Drukarnia – Księgarnia 2006.
- Sprawy i troski 1956-2005, Lublin: Norbertinum Wydawnictwo – Drukarnia – Księgarnia 2006.
- Korespondencja z Jerzym Giedroyciem (1959-2000), Lublin: Norbertinum Wydawnictwo – Drukarnia – Księgarnia 2008.
- Józef Mackiewicz: listy, opracowania, wspomnienia, Lublin: Norbertinum Wydawnictwo – Drukarnia – Księgarnia 2009.
- Polacy i Polska w drugiej wojnie światowej, wyd. 2. fotooffs. według wyd. 1, Lublin: Norbertinum Wydawnictwo – Drukarnia – Księgarnia 2010.
- Łączność i polityka 1939-1946 : zbiór opracowań, wyd. 2. fotooffsetowe, Lublin: Norbertinum Wydawnictwo – Drukarnia – Księgarnia 2011.
- Generał Anders w latach 1892–1942, Londyn – Warszawa – Łomianki: Wydawnictwo LTW 2012.

### Najważniejsze artykuły na łamach „Kultury” i „Zeszytów Historycznych”
- Rozmowa z gen. Andersem w dniu 31 lipca 1967 roku, „Kultura” 1970, nr 7-8 (274-275), s. 26–39.
- Wojenne kontakty z Krajem, „Kultura” 1959, nr 5 (139), s. 135–141.
- Retinger w Polsce w 1944 roku, „Zeszyty Historyczne” 1967, z. 12, s. 56–115.
- Szara eminencja w miniaturze, „Zeszyty Historyczne” 1973, z. 23, s. 172–185.
- Łączność radiowa Sztabu Naczelnego Wodza w przededniu powstania warszawskiego, „Zeszyty Historyczne” 1964, z. 6, s. 64–116.
- Misja kuriera politycznego Mostwina, „Zeszyty Historyczne” 1973, z. 26, s. 212–222.
- Grupa Szańca i Narodowe Siły Zbrojne, „Zeszyty Historyczne” 1972, z. 21, s. 3–26.
- Powstanie Warszawskie. Kontakty z ZSRR i PKWN, „Zeszyty Historyczne” 1969, z. 16, s. 5–66.
- Rozmowy z kapitanem Stanisławem Szabunią. Z komentarzami płk. Janusza Prawdzic-Szlaskiego, „Zeszyty Historyczne” 1973, z. 25, s. 102–149.
- Brygada Świętokrzyska (1945-1946), „Zeszyty Historyczne” 1976, z. 38, s. 31–58.
- Płk Janusz Prawdzic-Szlaski, organizator AK na Nowogródczyźnie, „Zeszyty Historyczne” 1984, z. 67, s. 17–32.
- Rozmowy z Wehrmachtem w Wilnie, luty 1944, „Zeszyty Historyczne” 1984, z. 69, s. 81–121.
- Jeńcy wojenni (ZSSR 1939-1941), „Zeszyty Historyczne” 1987, nr 82, s. 86–105.
- Biskup wileński (1918-1925) Matulewicz na tle ówczesnych stosunków polsko-litewsko-białoruskich, „Zeszyty Historyczne” 1988, z. 84, s. 3–29.